# Antoni Kenar

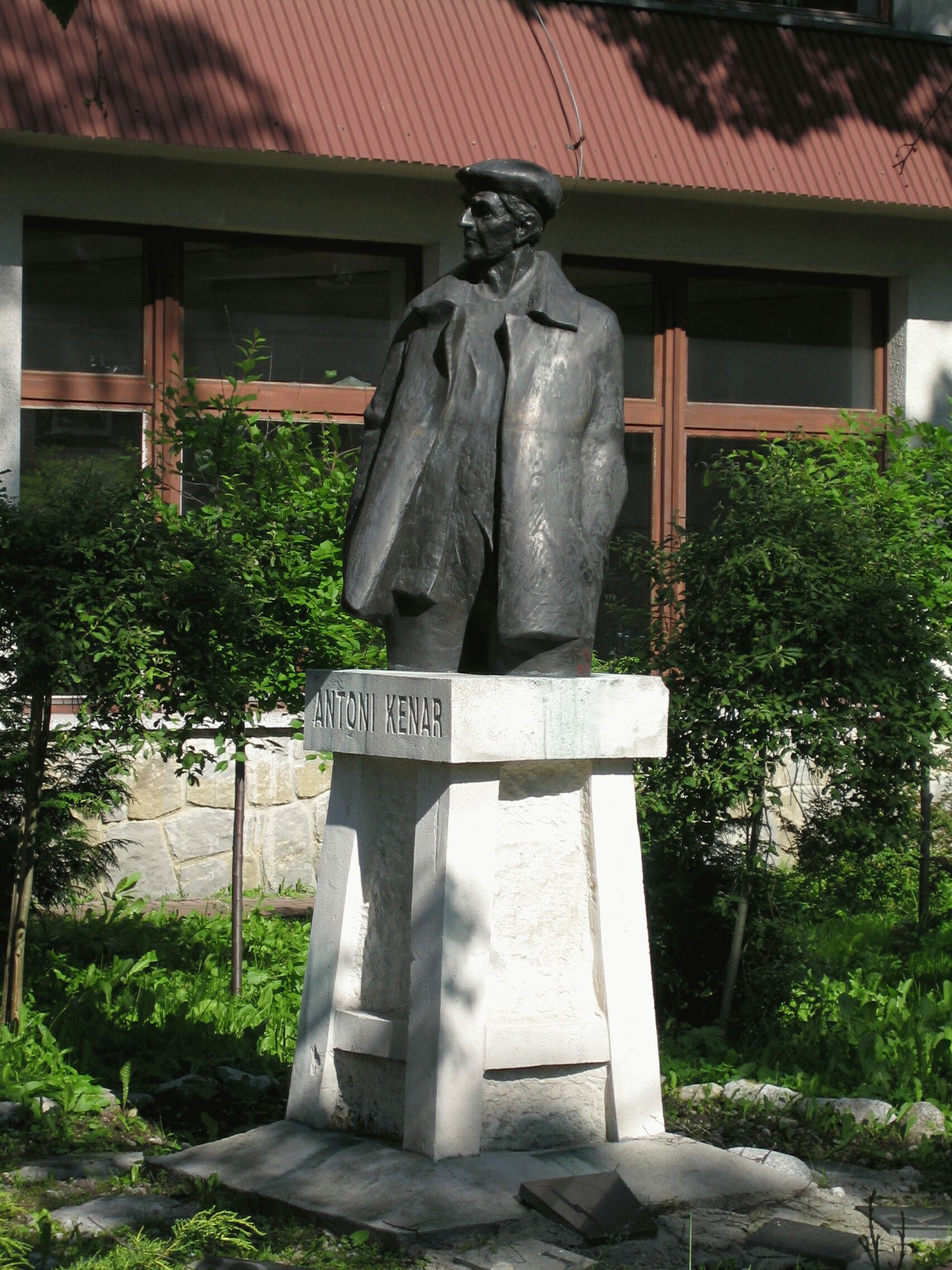
Pomnik Antoniego Kenara przy „Strugu” w Zakopanem

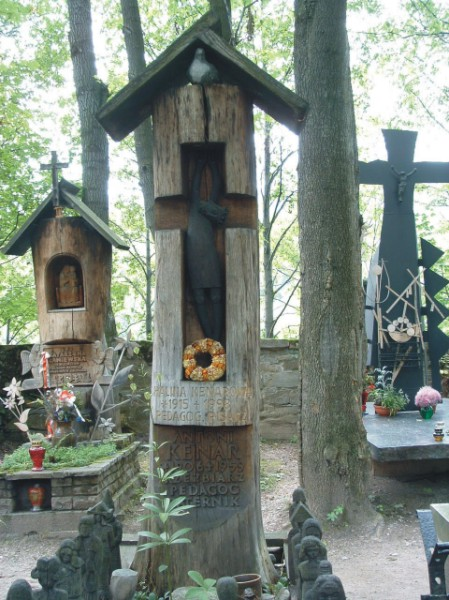
Nagrobek Antoniego Kenara na cmentarzu Zasłużonych na Pęksowym Brzyzku

Antoni Kenar (ur. 23 października 1906 w Iwoniczu, zm. 19 lutego 1959 w Zakopanem) – polski rzeźbiarz, pedagog, dyrektor Państwowego Liceum Technik Plastycznych w Zakopanem, taternik.

## Życiorys
Urodził się 23 października 1906 w Iwoniczu, w rodzinie Szymona i Franciszki z Jarocińskich. Ukończył szkołę ludową w Iwoniczu. W 1925 został absolwentem Państwowej Szkoły Przemysłu Drzewnego w Zakopanem, jako rzeźbiarz ornamentalny. Jego nauczycielem i mistrzem był Karol Stryjeński. Ukończył studia na wydziale rzeźby Akademii Sztuk Pięknych w Warszawie, gdzie studiował w pracowni prof. Tadeusza Breyera. W 1938 r. wrócił do Zakopanego.
Okupację spędził w Warszawie. Jesień 1941 i wiosnę 1942 r. spędził we wsi Balice, w woj. kieleckim, gdzie wykonał drewniane rzeźby ołtarza miejscowego kościoła i figurę pomnika Jezusa Chrystusa z kamienia pińczowskiego stojącą przed świątynią. Po powstaniu warszawskim wywieziony przez Niemców do obozu pracy przymusowej w Oberhausen i Essen.
W 1947 r. wrócił do Zakopanego i podjął pracę w Państwowej Szkole Przemysłu Drzewnego. Od 1954 r. został dyrektorem szkoły, która po reorganizacji w 1948 r. nosiła nazwę Państwowe Liceum Technik Plastycznych. Kilka miesięcy po śmierci Kenara Liceum oficjalnie nazwano jego imieniem.
Zasługą Kenara było dokonanie głębokiej reformy systemu nauczania łączącego swobodę twórczą, szacunek dla tradycji sztuki ludowej, biegłą znajomość warsztatu, jak również orientację w tendencjach sztuki współczesnej. „Szkołę Kenara” ukończyło wielu twórców, m.in. rzeźbiarze: Władysław Hasior, Stanisław Kulon, Antoni Rząsa, Bronisław „Buni” Tusk.
W twórczości własnej łączył elementy podhalańskie z wpływami kubizmu i art déco. Prace zachowane m.in.: Aniołek (1937), Narciarka (1948), Dyskobolka (1956), Niedźwiedź (1955), Madonna (1941), projekt Pomnika Ofiar Oświęcimia (1952), ponadto rzeźby na statkach MS Batory i MS Piłsudski. Dziełem artysty jest także krzyż na grobie Karola Stryjeńskiego (1933).
Zmarł 19 lutego 1959 r. Spoczywa na Starym Cmentarzu w Zakopanem (kwatera L-II-9).

## Ordery i odznaczenia
- Krzyż Kawalerski Orderu Odrodzenia Polski (1958)
- Złoty Krzyż Zasługi (22 lipca 1952)[6]
- Medal 10-lecia Polski Ludowej (28 lutego 1955)[7]

## Nagrody
- wyróżnienie w kategorii rzeźby w olimpijskim konkursie sztuki Igrzysk Olimpijskich w Los Angeles (1932)[8]
- wyróżnienie Podkomitetu Literatury i Sztuki Nagrody Państwowej za twórczość rzeźbiarską oraz stworzenie wybitnego kierunku artystycznego w dziedzinie rzeźby na terenie Liceum Technik Plastycznych w Zakopanem (1955)[9]

## Upamiętnienie
Od 1959 r. Państwowe Liceum Sztuk Plastycznych w Zakopanem nosi imię Antoniego Kenara.
Jego imieniem nazwano ulice w krakowskiej Dzielnicy X Swoszowice oraz w Iwoniczu-Zdroju.